# 마르틴 히덴
마르틴 히덴(독일어: Martin Hiden, 1973년 3월 11일, 슈타이어마르크 주 슈타인츠 ~)은 오스트리아의 전직 축구 선수로, 가장 최근에 LASK 지휘봉을 잡았다.

## 클럽 경력
그는 슈투름 그라츠, 잘츠부르크(이 곳에서 첫 우승을 거두었다) 라피트 빈, 리즈 유나이티드(잉글랜드), 그리고 아우스트리아 빈과 같은 구단을 거쳤다. 1998년에 리즈 유나이티드로 이적하면서, 그는 비골키퍼 선수 최초이자, 1997년 알렉스 만닝어가 아스널로 이적한 사례 이후의 첫 선수이자, 프리미어리그에 출전한 첫 선수로 기록되었다. 그는 2003년에 라피트 빈으로 복귀해 2005년에 오스트리아 리그를 1번 더 우승했다.
2006년, 그는 본래 주장이었던 수문장 헬게 파이어가 슈테판 호프만이 2007년에 자신의 역할에 불안감을 표시하면서, 라피트의 주장이 되었다. 2007년에는, 안드레아스 이반시츠와 마르틴 슈트란츨이 부상으로 결장하면서, 국가대표팀 주장으로서도 2경기 역임했다. 그는 유로 2008 최종 명단에도 이름이 올랐다.

## 감독 경력
히덴은 유럽 축구 연맹 B급 면허를 소지했다. 그는 2013년 9월 5일부터 파싱의 감독으로 취임했고, LASK에는 시즌 잔여 기간 감독으로 취임했다. 그는 3-1로 이긴 빌라허와의 경기에서 첫 경기에 출전해 3-1 승리에 일조했다. 그는 3-1로 이긴 우니온 구르텐 전을 마지막으로 시즌을 마쳤다. 히덴은 칼 닥스바허가 해임된 후 임시 감독을 맡을 조건을 갖추었다.
구단은 남은 8경기 중 2번을 이겼고, 패배는 딱 1번만 당했다. 2015년 3월 17일, 린츠와 호른은 각각 1-1로 비겼다.

## 경력 통계

### 국가대표팀 통계
| 오스트리아 국가대표팀 | 오스트리아 국가대표팀 | 오스트리아 국가대표팀 |
| 연도                  | 출장                  | 골                    |
| --------------------- | --------------------- | --------------------- |
| 1998                  | 7                     | 1                     |
| 1999                  | 0                     | 0                     |
| 2000                  | 3                     | 0                     |
| 2001                  | 7                     | 0                     |
| 2002                  | 5                     | 0                     |
| 2003                  | 3                     | 0                     |
| 2004                  | 7                     | 0                     |
| 2005                  | 0                     | 0                     |
| 2006                  | 5                     | 0                     |
| 2007                  | 11                    | 0                     |
| 2008                  | 2                     | 0                     |
| 합계                  | 50                    | 1                     |

### 국가대표팀 득점 기록
아래의 점수에서 왼쪽의 점수가 오스트리아의 점수이다.
| #  | 날짜             | 경기장                     | 상대     | 점수 | 결과 | 대회             |
| -- | ---------------- | -------------------------- | -------- | ---- | ---- | ---------------- |
| 1. | 1998년 10월 14일 | 산마리노 세라발레 올림피코 | 산마리노 | 3–0  | 4–1  | 유로 2000 예선전 |

### 감독 통계
2015년 3월 17일 기준
| 구단 | 취임            | 해임            | 기록 | 기록 | 기록 | 기록 | 기록 | 기록 | 기록 | 기록  | 기록        |
| 구단 | 취임            | 해임            | 전   | 승   | 무   | 패   | 득   | 실   | 차   | 율    | 주          |
| ---- | --------------- | --------------- | ---- | ---- | ---- | ---- | ---- | ---- | ---- | ----- | ----------- |
| 파싱 | 2013년 9월 5일  | 2015년 3월 16일 | 46   | 30   | 5    | 11   | 103  | 59   | +44  | 65.22 | [ 5 ] [ 6 ] |
| LASK | 2015년 3월 16일 | 현임            | 1    | 0    | 1    | 0    | 1    | 1    | 0    | 0.00  |             |
| 합계 | 합계            | 합계            | 47   | 30   | 6    | 11   | 104  | 60   | +44  | 63.83 | —           |

## 수상
- 오스트리아 분데스리가: 1995, 2003, 2005, 2008
- ÖFB 컵: 1997, 2003